# 미즈키 시게루 기념관
미즈키 시게루 기념관(水木しげる記念館)은 일본 돗토리현 사카이미나토시에 있는 박물관이다. 미즈키 시게루가 전세계에서 모은 요괴 관련 컬렉션과 자체 제작한 오브제 전시 등을 중심으로 미즈키 시게루와 요괴 세계관을 전시 및 소개하는 기념관이다. 미즈키 시게루 로드의 마지막 지점이다.